# Municipio de Williams Creek
El municipio de Williams Creek (en inglés, Williams Creek Township) es un municipio del condado de Jones, Dakota del Sur, Estados Unidos. Tiene una población estimada, a mediados de 2022, de 41 habitantes.
Abarca una zona exclusivamente rural.

## Geografía
Está ubicado en las coordenadas 43°49′22″N 100°24′33″O / 43.82278, -100.40917 (43.822903, -100.409226). Según la Oficina del Censo de los Estados Unidos, tiene una superficie total de 190.69 km², de la cual 190.53 km² corresponden a tierra firme y 0.16 km² están cubiertos de agua.

## Demografía
Según el censo de 2020, en ese momento había 35 personas residiendo en la zona. La densidad de población era de 0.18 hab./km². El 88.6 % de los habitantes eran blancos, el 5.7 % eran afroamericanos y el 5.7 % eran de una mezcla de razas. Del total de la población, el 2.9 % era hispano o latino.